# Eupetersia ruficauda
Eupetersia ruficauda is een vliesvleugelig insect uit de familie Halictidae. De wetenschappelijke naam van de soort is voor het eerst geldig gepubliceerd in 1981 door Pauly.